# Bebe Buell
Beverle "Bebe" Lorence Buell (Portsmouth, 14 de Julho de 1953) é uma ex-modelo e cantora norte-americana. É a mãe de atriz Liv Tyler, fruto do relacionamento que ela teve com Steven Tyler da banda de rock Aerosmith. 
Descoberta aos 17 anos ainda na escola secundária pela Ford Models de Nova York em seu estado natal da Virgínia, foi capa da revista Playboy em 1974. Uma das mais famosas groupies  dos anos 70 e 80, entre os seus relacionamentos mais famosos estão: George Harrison, Jimmy Page, Mick Jagger, Rod Stewart, John Taylor, Todd Rundgren, Elvis Costello e Coyote Shivers, além de Steven Tyler. O nascimento de Liv, em 1976, surgiu de um breve relacionamento com Tyler, enquanto ainda vivia com Todd Rundgren. Para proteger a criança da fama de viciado em drogas do pai na época, envolvido em manchetes escandalosas de jornais e pendências legais, Bebe deu-lhe o nome de Liv Rundgren e afirmava que a menina seria filha do cantor, registrando-a como tal. Só na puberdade Liv descobriu ser realmente filha biológica de Steven Tyler.
Cantora solo e integrante e líder de bandas de rock femininas de menor expressão, inclusive uma com seu nome, The Bebe Buell Band, em 2001 ela escreveu uma autobiografia, Rebel Heart: An American Rock n’ Roll Journey, que se tornou um best-seller na lista do New York Times. A personagem de Kate Hudson no filme Quase Famosos foi em parte inspirada em Bebe Buell.